# Single numer jeden w roku 2018 (Litwa)
Notowania Singlų Top 100 publikowane i kompletowane są przez organizację AGATA w oparciu o cotygodniowe wyniki sprzedaży cyfrowej i fizycznej singli na Litwie, a także częstotliwość odtwarzania utworów w serwisach streamingowych takich jak; Spotify, Deezer, Apple Music, iTunes, Google Play i Shazam. Poniżej znajduje się tabela prezentująca najpopularniejsze single w danych tygodniach w roku 2018. 
W 2018 od kiedy lista była publikowana (28 września) pięć singli różnych artystów osiągnęło szczyt litewskiego notowania AGATA. 

## Historia notowania
| Data publikacji          | Tytuł                             | Artysta                                      | Źródło             |
| ------------------------ | --------------------------------- | -------------------------------------------- | ------------------ |
| 1 stycznia – 27 września | Lista nie istniała                | Lista nie istniała                           | Lista nie istniała |
| 28 września              | „Falling Down”                    | Lil Peep, XXXTentacion                       | [ 3 ]              |
| 5 października           | „Promises”                        | Calvin Harris, Sam Smith                     | [ 4 ]              |
| 12 października          | „Promises”                        | Calvin Harris, Sam Smith                     | [ 5 ]              |
| 19 października          | „Promises”                        | Calvin Harris, Sam Smith                     | [ 6 ]              |
| 26 października          | „Promises”                        | Calvin Harris, Sam Smith                     | [ 7 ]              |
| 2 listopada              | „Arms Around You”                 | XXXTentacion, Lil Peep ft. Maluma & Swae Lee | [ 8 ]              |
| 9 listopada              | „Thank U, Next”                   | Ariana Grande                                | [ 9 ]              |
| 16 listopada             | „Thank U, Next”                   | Ariana Grande                                | [ 10 ]             |
| 23 listopada             | „Thank U, Next”                   | Ariana Grande                                | [ 11 ]             |
| 30 listopada             | „Thank U, Next”                   | Ariana Grande                                | [ 12 ]             |
| 7 grudnia                | „Thank U, Next”                   | Ariana Grande                                | [ 13 ]             |
| 14 grudnia               | „Thank U, Next”                   | Ariana Grande                                | [ 14 ]             |
| 21 grudnia               | „Thank U, Next”                   | Ariana Grande                                | [ 15 ]             |
| 28 grudnia               | „All I Want for Christmas Is You” | Mariah Carey                                 | [ 16 ]             |